# Ewelina Dobrowolska
Pour les articles homonymes, voir Dobrowolska.
Ewelina Dobrowolska, née le 16 août 1988 à Vilnius (Lituanie), est une femme politique lituanienne, membre du Parti de la liberté.
De 2020 à 2024, elle est ministre de la Justice dans le gouvernement Šimonytė en décembre 2020.

## Éducation et vie personnelle
Ewelina Dobrowolska obtient un diplôme en droit de l'université Mykolas-Romeris en 2011. Après ses études, elle se spécialise dans la défense des droits de l'Homme.
Membre de la minorité polonaise en Lituanie, elle change son nom afin de refléter cet héritage après qu'une nouvelle loi autorise l'utilisation de l'alphabet latin sans diacritiques sur les documents d'identité.

## Carrière
Pendant plusieurs années, elle est avocate pour la Fondation européenne pour les droits humains (en). Elle coopère avec des organisations non gouvernementales sur les droits des minorités nationales notamment les crimes haineux et la discrimination.
En janvier 2020, elle entre au Conseil municipal de Vilnius après la démission de Renaldas Vaisbrodas. Le 12 novembre, elle entre au Seimas pour le Parti de la liberté et intègre le Comité des audits et la Commission des pétitions.
Considérée comme une candidate potentielle pour le poste de ministre de la Justice dans le Gouvernement Šimonytė malgré son manque d'expérience, elle est finalement nommée à ce poste le 7 décembre 2020.